# Stavros Arnaoutakis

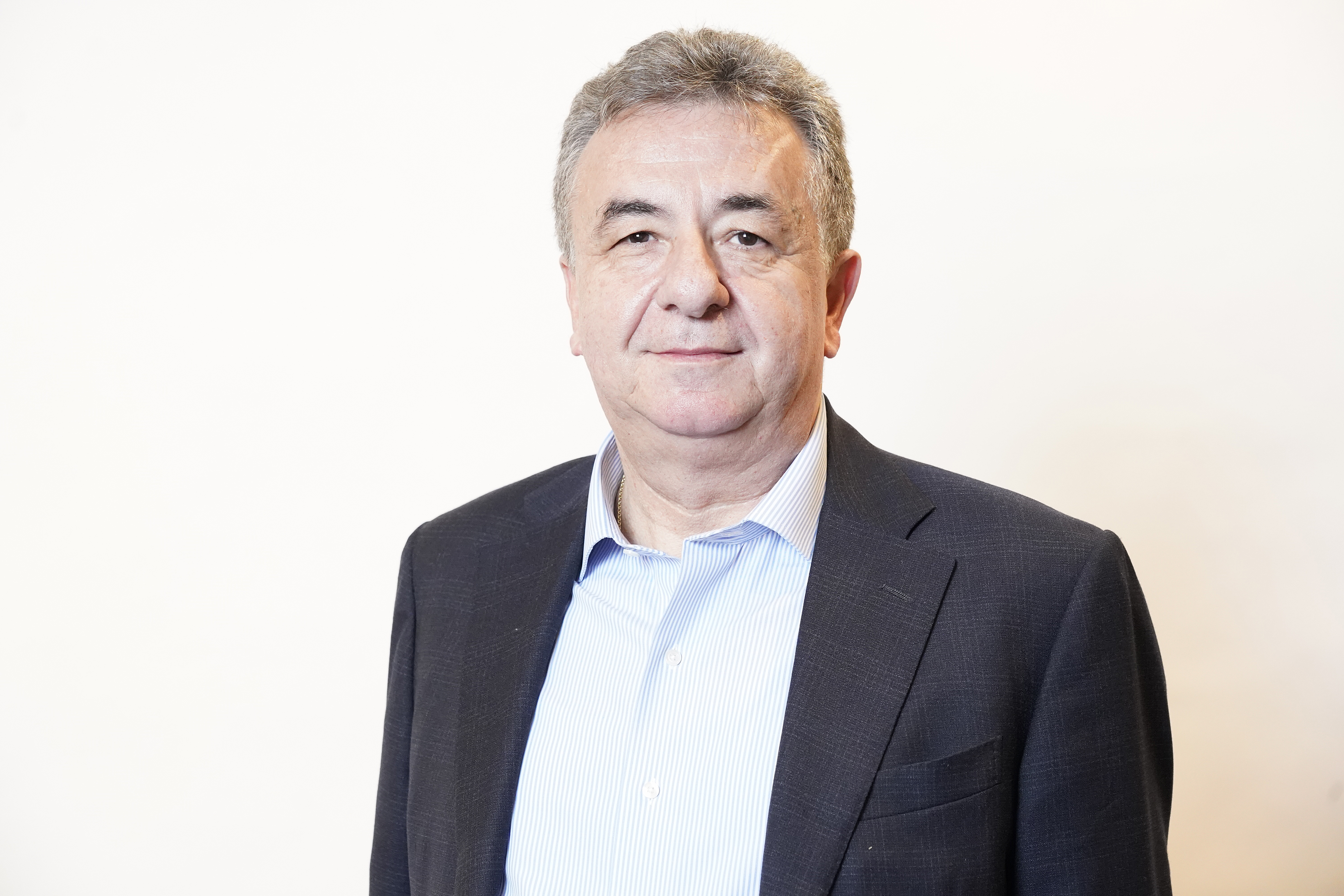
Stavros Arnaoutakis, 2020

Stavros Arnaoutakis (* 25. Mai 1956 in Archanes) ist ein griechischer Politiker (PASOK) und gewählter Gouverneur der griechischen Region Kreta.

## Leben
Von Januar 1981 bis Dezember 1991 war der Diplomvolkswirt als Leitender Angestellter in einem Unternehmen tätig. Vom 1. Januar 1991 bis zum 25. Mai 2004 war Arnaoutakis Bürgermeister seiner Heimatgemeinde. Im gleichen Zeitraum hatte er überdies das Amt des Vorstandsvorsitzenden der Entwicklungsgesellschaft Heraklion AG inne.
Ab 2004 war Arnaoutakis Abgeordneter in der Fraktion der Sozialdemokratischen Partei Europas im Europäischen Parlament. In der am 6. Oktober 2009 ernannten Regierung Griechenlands wurde er zum Staatssekretär im Ministerium für Wirtschaft, Wettbewerb und Handelsschifffahrt berufen. Unterstützt von seiner Partei kandidierte er 2010 bei den griechischen Regionalwahlen für das Amt des kretischen Gouverneurs, das er schon beim ersten Wahlgang am 7. November mit 50,30 % der Stimmen erringen konnte.

## Europarlamentar
Posten als MdEP
- Mitglied im Ausschuss für regionale Entwicklung
- Mitglied im Fischereiausschuss
- Mitglied in der Delegation für die Beziehungen zu der Volksrepublik China
- Stellvertreter im Ausschuss für internationalen Handel
- Stellvertreter in der Delegation im Parlamentarischen Kooperationsausschuss EU-Ukraine